# El misterio de la mandarina
El misterio de la mandarina es una novela publicada por Ellery Queen en 1934, y escrita tras "El misterio de los hermanos siameses". En una encuesta entre diecisiete escritores de novela policíaca esta novela fue votada como el octavo mejor misterio sobre el tópico de "habitación cerrada" de todos los tiempos. En español existen ediciones realizadas por Editorial Molino, Editorial Picazo y Ediciones Carroggio.

## Resumen del argumento
Un rico editor y coleccionista de piedras preciosas y sellos postales de China tiene una lujosa suite en un hotel de Nueva York que sirve para ocultar sus actividades y los movimientos de su personal, familiares y amistades femeninas. Cuando un extraño hombrecillo anónimo llega y se niega a declarar sus propósitos de negocio, nadie se sorprende, y dejan permanezca en una antesala con las puertas cerradas en la que hay un plato de frutas (incluidas algunas mandarinas, también conocidas como naranjas chinas) mientras espera la llegada del editor. Cuando la puerta se abre, sin embargo, aparece una escena realmente extraña. La cabeza del pequeño hombre está aplastada, su ropa está vuelta del revés, lo de atrás hacia delante, todos los muebles de la habitación colocados a la inversa, y dos lanzas africanas se han insertado entre el cuerpo y las prendas de vestir, para mantener su inmovilidad.
Las circunstancias son tales que, aunque siempre ha habido alguien que ha estado observando cada entrada a la sala, nadie al parecer ha entrado o salido. La situación se complica aún más por algunas joyas valiosas y sellos, los negocios del editor y sus asuntos románticos, y una conexión con el "pasado" prácticamente todos los personajes. Se requieren los considerables talentos de Ellery Queen para ordenar los motivos y las mentiras y llegar a la retorcida lógica que subyace en todos los aspectos de este crimen tan poco inusual.

## Valor literario y críticas
Tanto el personaje de Ellery Queen como en este caso el problema de crimen en una “habitación cerrada” probablemente fueron sugeridos por los rasgos de las novelas protagonizadas por el detective aficionado Philo Vance, de S.S. Van Dine, que fueron muy populares en aquella época. En este momento, sin embargo, el éxito de ventas de Van Dine había ya decaído , mientras que Queen estaba en pleno auge. El relato fue el octavo de una larga serie de novelas protagonizadas por Ellery Queen, las primeras nueve de los cuales contienen una nacionalidad en el título. En este caso el doble sentido de la expresión “chinese orange”, traducible tanto por "mandarina" como por la referencia filatélica "naranja de China". En el siguiente año (1935), Ellery Queen presenta la novena novela de la serie: "The Spanish Cape Mistery", esto es "El misterio de Cabo Español", o también "El misterio de la capa española".
Esta novela en particular aparece citada a menudo en obras de referencia en las que se debaten las formas y medios del “crimen en una habitación cerrada con llave” debido a su peculiar solución. También es inusual, porque es uno de los pocos misterios sobre un asesinato en los que el nombre de la víctima no llega a conocerse ni importa realmente para la solución.
En la introducción de la novela figura un detalle que ya se considera parte del canon del Ellery Queen: está escrita por el anónimo "JJ McC.", un amigo Ellery y de su padre el inspector Richard Queen, lo mismo que en el resto de los “misterios con nacionalidad”. Otros detalles de la vida de la familia de Queen contenidos en anteriores presentaciones han desaparecido y nunca se vuelven a mencionar. Como en el resto de estas tiene también la característica de un "desafío al lector" justo antes de que se revele el final, se rompe la cuarta pared de la novela y el autor habla directamente al lector. "Afirmo que en este punto en su lectura de "El misterio de la mandarina" tiene usted todos los datos esenciales en su poder para una solución lógica del misterio." 
Esta fue la única novela de Ellery Queen incluida en una lista de los diez primeros "delitos imposibles" de todos los tiempos (creada por el escritor Edward D. Hoch), ocupando el octavo lugar. La novela fue ligeramente adaptada para una película de 1936 "El misterio de la mandarina", protagonizada por Eddie Quillan como Ellery. Algunos elementos de la novela se utilizaron asimismo como base para el argumento de otra película de 1941, que fue posteriormente novelada como "El Misterio Penthouse" por un escritor “fantasma” y publicada por Ellery Queen.